# Marcus Rafferty
Marcus Rafferty (Stoccolma, 1º ottobre 2004) è un calciatore svedese, centrocampista del Degerfors.

## Carriera

### Club
Cresciuto nel settore giovanile del Tullinge TP, ha debuttato in prima squadra nel 2019, nella quinta divisione svedese, per poi venire acquistato nl 2020 dall'Hammarby, club di prima divisione, che lo aggrega alle sue giovanili. Nel 2021 ha subito un grave infortunio ai legamenti del piede che lo ha costretto ad uno stop di 20 mesi, ed al suo rientro ha debuttato nella prima divisione svedese il 3 luglio 2023 nell'incontro perso 2-0 contro l'Elfsborg; ha realizzato il suo primo gol il 23 agosto successivo, nella partita di Svenska Cupen vinta 2-0 contro l'Hudiksvalls FF. Nel corso di quella stagione ha alternato presenze con la prima squadra dell'Hammarby, totalizzando 13 ingressi a partita in Allsvenskan, a presenze con l'Hammarby TFF, squadra di sviluppo del club, con cui ha disputato 4 partite in terza serie. Nella prima parte della stagione 2024 ha giocato prevalentemente con la squadra di sviluppo, collezionando 7 presenze in terza serie, a fronte di una sola apparizione con l'Hammarby in prima divisione.
Il 9 agosto 2024 è stato ceduto in prestito all'Aalesund, club della seconda divisione norvegese, fino al termine della stagione
Il 17 dicembre dello stesso anno è stato ceduto a titolo definitivo al Degerfors, club neopromosso nella prima divisione svedese.

### Nazionale
Ha giocato con le nazionali giovanili svedesi Under-20 ed Under-21.

## Statistiche

### Presenze e reti nei club
Statistiche aggiornate al 20 luglio 2025.
| Stagione            | Squadra             | Campionato          | Campionato | Campionato | Coppe nazionali | Coppe nazionali | Coppe nazionali | Coppe continentali | Coppe continentali | Coppe continentali | Altre coppe | Altre coppe | Altre coppe | Totale | Totale | Totale |
| Stagione            | Squadra             | Comp                | Pres       | Reti       | Comp            | Pres            | Reti            | Comp               | Pres               | Reti               | Comp        | Pres        | Reti        | Pres   | Reti   |        |
| ------------------- | ------------------- | ------------------- | ---------- | ---------- | --------------- | --------------- | --------------- | ------------------ | ------------------ | ------------------ | ----------- | ----------- | ----------- | ------ | ------ | ------ |
| 2019                | Tullinge TP         | D3                  | 2          | 0          | -               | -               | -               | -                  | -                  | -                  | -           | -           | -           | 2      | 0      |        |
| 2023                | Hammarby TFF        | D1                  | 4          | 1          | -               | -               | -               | -                  | -                  | -                  | -           | -           | -           | 4      | 1      |        |
| 2024                | Hammarby TFF        | D1                  | 7          | 1          | -               | -               | -               | -                  | -                  | -                  | -           | -           | -           | 7      | 1      |        |
| Totale Hammarby TFF | Totale Hammarby TFF | Totale Hammarby TFF | 11         | 2          |                 | -               | -               |                    | -                  | -                  |             | -           | -           | 11     | 2      |        |
| 2023                | Hammarby            | A                   | 13         | 0          | CS+CS           | 0+1             | 0+1             | UECL               | 2                  | 0                  | -           | -           | -           | 16     | 1      |        |
| 2024                | Hammarby            | A                   | 1          | 0          | CS              | 1               | 0               | -                  | -                  | -                  | -           | -           | -           | 2      | 0      |        |
| Totale Hammarby     | Totale Hammarby     | Totale Hammarby     | 14         | 0          |                 | 2               | 1               |                    | 2                  | 0                  |             | -           | -           | 18     | 1      |        |
| 2024                | Aalesund            | 1D                  | 13         | 7          | CN              | 0               | 0               | -                  | -                  | -                  | -           | -           | -           | 13     | 7      |        |
| 2025                | Degerfors           | A                   | 11         | 4          | CS              | 0               | 0               | -                  | -                  | -                  | -           | -           | -           | 11     | 4      |        |
| Totale carriera     | Totale carriera     | Totale carriera     | 51         | 13         |                 | 2               | 1               |                    | 2                  | 0                  |             | -           | -           | 55     | 14     |        |